# U.S. Highway 136
Der U.S. Highway 136 (kurz US 136) ist ein United States Highway in den Vereinigten Staaten und eine Nebenroute zum U.S. Highway 36. Er beginnt an den U.S. Highways 6 und 34 in Edison und endet an den Interstates 74 und 465 in Indianapolis.

## Geschichte
In Missouri wurden weite Teile des US 136 als Route 4 ausgezeichnet. Dieser begann bei Saint Joseph und folgte den U.S. Highway 169 nach Stanberry und anschließend bis zur Grenze nach Iowa. Der anderen Teile der Straße in Missouri wurden als Route 1, Route 1A und Route 18 bezeichnet.